# みやぎ蔵王温泉郷
みやぎ蔵王温泉郷（みやぎざおうおんせんきょう）は、宮城県南部の蔵王山麓に点在する小原温泉・鎌先温泉・白石湯沢温泉（以上白石市）、遠刈田温泉（蔵王町）、青根温泉・峩々温泉（以上川崎町）の6つの温泉の総称である。「みやぎ蔵王三十六景ブランド創造会議」によって設立された。

## ロゴマーク
宮城大学事業構想学部デザイン情報学科の伊藤真市准教授の指導のもと学生3名によって製作されたものであり、みやぎ蔵王温泉郷に関する以下のものがデザインとして装飾されている。
- みやぎ蔵王を象徴する「御釜」、温泉を象徴する「温泉桶」「温泉の湯気」
- 白石市宮城蔵王きつね村の「きつね」
- 白石市特産品の「ころ柿」
- 蔵王町特産品の「なし」
- 蔵王町観光PRキャラクター「ざおうさま」の「王冠」
- 川崎町特産品の「そば（実と花）」
- 川崎町紅葉台の「紅葉」
- 弥次郎系や遠刈田系がある「こけし」